# ریو ان مدیو (نیو مکزیکو)
ریو ان مدیو (به انگلیسی: Rio en Medio) یک منطقهٔ مسکونی در ایالات متحده آمریکا است که در شهرستان سنتافه، نیومکزیکو واقع شده‌است. ریو ان مدیو ۱٫۱ کیلومتر مربع مساحت و ۱۳۱ نفر جمعیت دارد و ۲٬۱۶۹ متر بالاتر از سطح دریا واقع شده‌است.